# Bártfai járás

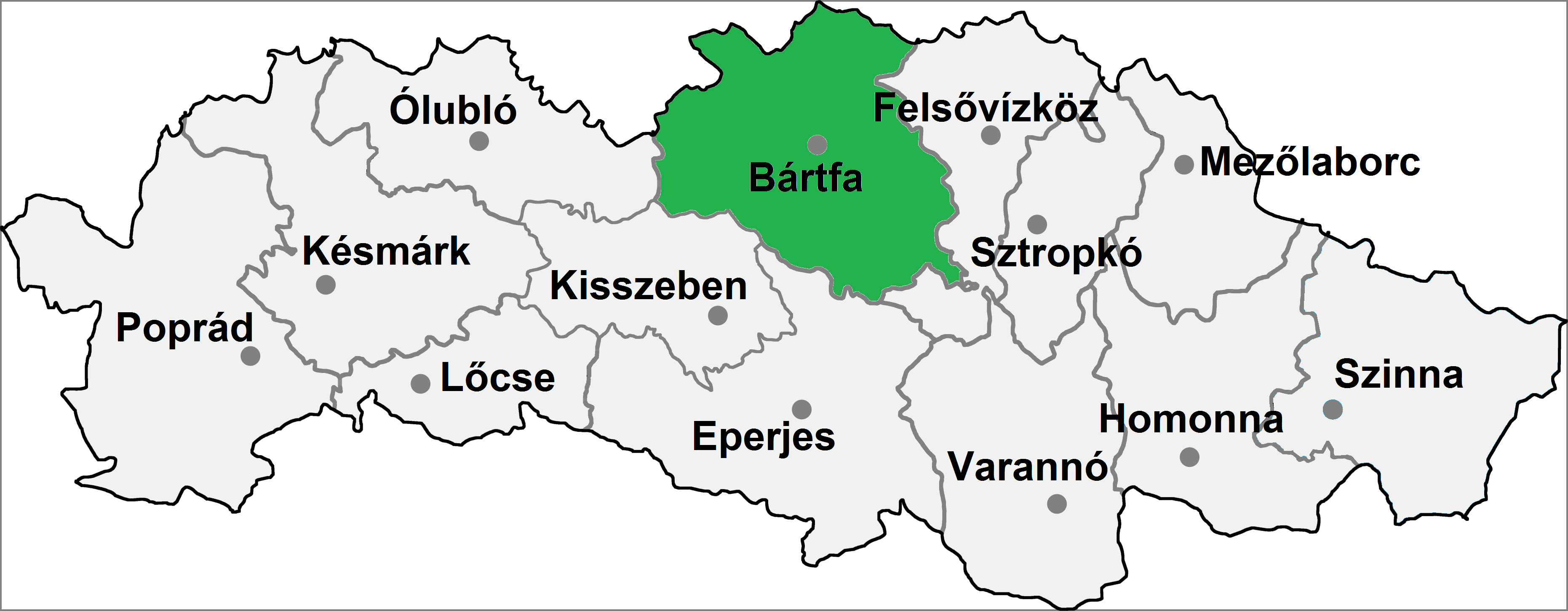
A Bártfai járás

A Bártfai járás (Okres Bardejov) Szlovákia Eperjesi kerületének közigazgatási egysége. Területe 937 km², lakosainak száma 77 859 (2011), székhelye Bártfa (Bardejov). A járás területe teljes egészében az egykori Sáros vármegye területe volt.

## Népessége
| Év:            | 1994.  | 2004.   | 2014.   | 2024.   |
| -------------- | ------ | ------- | ------- | ------- |
| Emberek száma: | 73 638 | 76 455  | 77 830  | 75 664  |
| Eltérés:       |        | +3,82 % | +1,79 % | -2,78 % |

| Év:            | 2023.  | 2024.   |
| -------------- | ------ | ------- |
| Emberek száma: | 75 547 | 75 664  |
| Eltérés:       |        | +0,15 % |

## A Bártfai járás települései
- Ábrahámfalva (Abrahámovce)
- Alsófricske (Fričkovce)
- Alsópagony (Nižná Polianka)
- Alsószabados (Nižná Voľa)
- Alsótaróc (Nižný Tvarožec)
- Aranypataka (Zlaté)
- Bártfa (Bardejov)
- Bartosfalva (Bartošovce)
- Bélavézse (Beloveža)
- Bércalja (Janovce)
- Biharó (Becherov)
- Boglárka (Bogliarka)
- Berezóka (Brezovka)
- Borókás (Jedlinka)
- Bucló (Buclovany)
- Cigelka (Cigeľka)
- Csarnó (Šarišské Čierne)
- Endrevágása (Andrejová)
- Erdővágás (Richvald)
- Esztebnek (Stebník)
- Esztebnekhuta (Stebnícka Huta)
- Felsőfricske (Frička)
- Felsőkomaróc (Komárov)
- Felsőköcsény (Kučín)
- Felsőpagony (Vyšná Polianka)
- Felsőszabados (Vyšná Voľa)
- Felsőtaróc (Vyšný Tvarožec)
- Ferzsó (Sveržov)
- Galbatő (Gaboltov)
- Geréb (Hrabské)
- Gerla (Gerlachov)
- Hankvágása (Hankovce)
- Hazslin (Hažlín)
- Herhely (Harhaj)
- Hertnek (Hertník)
- Hervartó (Hervartov)
- Hutás (Hutka)
- Iványos (Vaniškovce)
- Kavicsos (Livov)
- Kolossó (Kľušov)
- Komlóspatak (Chmeľová)
- Kiskohány (Kochanovce)
- Kiskereszt (Kríže)
- Kislankás (Lukavica)
- Kozsány (Kožany)
- Kőtelep (Kružlov)
- Krucsó (Vyšný Kručov)
- Kurima
- Kuró (Kurov)
- Lapos (Lopúchov)
- Lászó (Lascov)
- Lénártó (Lenartov)
- Livóhuta (Livovská Huta)
- Lófalu (Kobyly)
- Lukó (Lukov)
- Magyarkapronca (Koprivnica)
- Malcó (Malcov)
- Margonya (Marhaň)
- Miklósvölgye (Mikulášová)
- Nyírjes (Brezov)
- Ondavafő (Ondavka)
- Orsós (Oľšavce)
- Ortutó (Ortuťová)
- Oszikó (Osikov)
- Rabóc (Hrabovec)
- Raszlavica (Raslavice)
- Regettő (Regetovka)
- Réső (Rešov)
- Rokitó (Rokytov)
- Sárosgörbény (Krivé)
- Sasó (Šašová)
- Szánkó (Snakov)
- Szekcsőalja (Šiba)
- Szemelnye (Smilno)
- Tapolylengyel (Poliakovce)
- Tapolylippó (Lipová)
- Tapolynémetfalu (Nemcovce)
- Tapolyortovány (Porúbka)
- Tapolysárpatak (Mokroluh)
- Tapolytarnó (Tarnov)
- Tölgyed (Dubinné)
- Trocsány (Tročany)
- Váradka (Varadka)
- Varjúfalva (Stuľany)
- Végpetri (Petrová)
- Zboró (Zborov)